# Винсајд (Небраска)
Винсајд (енгл. Winside) град је у америчкој савезној држави Небраска.

## Демографија
По попису из 2010. године број становника је 427, што је 41 (-8,8%) становника мање него 2000. године.
| Група             | 2000.       | 2010.       |
| Белци             | 462 (98,7%) | 407 (95,3%) |
| Афроамериканци    | 2 (0,4%)    | 2 (0,5%)    |
| Азијати           | 3 (0,6%)    | 3 (0,7%)    |
| Хиспаноамериканци | 0 (0,0%)    | 5 (1,2%)    |
| Укупно            | 468         | 427         |